# 48e cérémonie des Oscars
La 48e cérémonie de remise des prix des Oscars du cinéma américain, récompensant les films sortis en 1975, a eu lieu le lundi 29 mars 1976 à 19h au Dorothy Chandler Pavilion à Los Angeles.

## Cérémonie
La cérémonie fut retransmise sur la ABC.
- Maîtres de cérémonie : Walter Matthau, Robert Shaw, George Segal, Goldie Hawn et Gene Kelly
- Producteur : Howard W. Koch
- Metteur en scène : Marty Pasetta
- Dialoguistes : Hal Kanter, William Ludwig, Leonard Spigelgass
- Directeur musical : John Williams

Elle se clôtura la chanson America the Beautiful interprétée par Elizabeth Taylor et le Marching Band USC Trojan pour fêter le bicentenaire de la révolution américaine.

## Palmarès
Les lauréats sont indiqués ci-dessous en premier de chaque catégorie et en gras.

### Meilleur film
- Vol au-dessus d'un nid de coucou (One Flew Over the Cuckoo's Nest) - Miloš Forman
  - Barry Lyndon - Stanley Kubrick
  - Les Dents de la mer (Jaws) - Steven Spielberg
  - Nashville - Robert Altman
  - Un après-midi de chien (Dog Day Afternoon) - Martin Bregman et Martin Elfand, producteurs

### Meilleur réalisateur
- Miloš Forman pour Vol au-dessus d’un nid de coucou
  - Robert Altman pour Nashville
  - Federico Fellini pour Amarcord (Italie)
  - Stanley Kubrick pour Barry Lyndon
  - Sidney Lumet pour Un après-midi de chien

### Meilleur acteur
- Jack Nicholson pour le rôle de Randle Patrick McMurphy dans Vol au-dessus d’un nid de coucou
  - Walter Matthau pour le rôle de Willy Clark dans Ennemis comme avant (The Sunshine Boys) de Herbert Ross
  - Al Pacino pour le rôle de Sonny Wortzik dans Un après-midi de chien
  - Maximilian Schell pour le rôle de Arthur Goldman dans The Man in the Glass Booth d'Arthur Hiller
  - James Whitmore pour le rôle de Harry S. Truman dans Give 'em Hell, Harry! de Steve Binder

### Meilleure actrice
- Louise Fletcher pour le rôle de l'infirmière Mildred Ratched dans Vol au-dessus d’un nid de coucou
  - Isabelle Adjani pour le rôle de Adèle Hugo dans L'Histoire d'Adèle H. de François Truffaut (France)
  - Ann-Margret pour le rôle de Nora Walker dans Tommy de Ken Russell (Grande-Bretagne)
  - Glenda Jackson pour le rôle de Hedda Gabler dans Hedda de Trevor Nunn (Grande-Bretagne)
  - Carol Kane pour le rôle de Gitl dans Hester Street de Joan Micklin Silver

### Meilleur acteur dans un second rôle
- George Burns pour le rôle de Al Lewis dans Ennemis comme avant
  - Brad Dourif pour le rôle de Billy Bibbit dans Vol au-dessus d’un nid de coucou
  - Burgess Meredith pour le rôle de Harry Greener dans Le Jour du fléau (The Day of the Locust) de John Schlesinger
  - Chris Sarandon pour le rôle de Leon Shermer dans Un après-midi de chien
  - Jack Warden pour le rôle de Lester Karpf dans Shampoo de Hal Ashby

### Meilleure actrice dans un second rôle
- Lee Grant pour le rôle de Felicia Karpf dans Shampoo
  - Ronee Blakley pour le rôle de Barbara Jean dans Nashville
  - Sylvia Miles pour le rôle de Jessie Halstead Florian dans Adieu ma jolie (Farewell, My Lovely) de Dick Richards
  - Lily Tomlin pour le rôle de Linnea Reese dans Nashville
  - Brenda Vaccaro pour le rôle de Linda Riggs dans Une fois ne suffit pas (Jacqueline Susann's Once is Not Enough) de Guy Green

### Meilleur scénario original
- Frank Pierson pour Un après-midi de chien[2]
  - Federico Fellini et Tonino Guerra pour Amarcord
  - Ted Allan pour Lies My Father Told Me de Ján Kadár (Canada)
  - Robert Towne et Warren Beatty pour Shampoo
  - Claude Lelouch et Pierre Uytterhoeven pour Toute une vie de Claude Lelouch (France)

### Meilleure adaptation
- Lawrence Hauben et Bo Goldman pour Vol au-dessus d’un nid de coucou
  - Stanley Kubrick pour Barry Lyndon
  - Neil Simon pour Ennemis comme avant
  - John Huston et Gladys Hill (en) pour L'Homme qui voulut être roi (The Man Who Would Be King) de John Huston
  - Ruggero Maccari et Dino Risi pour Parfum de femme (Profumo di donna) de Dino Risi (Italie)

### Meilleure direction artistique
- Ken Adam, Roy Walker et Vernon Dixon pour Barry Lyndon
  - Edward C. Carfagno et Frank R. McKelvy pour L’Odyssée du Hindenburg (The Hindenburg) de Robert Wise
  - Alexandre Trauner, Tony Inglis (en) et Peter James pour L'Homme qui voulut être roi
  - Richard Sylbert, W. Stewart Campbell (en) et George Gaines pour Shampoo
  - Albert Brenner et Marvin March (en) pour Ennemis comme avant

### Meilleurs costumes
- Ulla-Britt Söderlund et Milena Canonero pour Barry Lyndon
  - Yvonne Blake et Ron Talsky (en) pour On l'appelait Milady (The Four Musketeers) de Richard Lester
  - Ray Aghayan (en) et Bob Mackie pour Funny Lady d'Herbert Ross
  - Edith Head pour L'Homme qui voulut être roi
  - Henny Noremark (en) et Karin Erskine (en) pour La Flûte enchantée (Trollflöjten) d’Ingmar Bergman

### Meilleure photographie
- John Alcott pour Barry Lyndon
  - Conrad L. Hall pour Le Jour du fléau
  - James Wong Howe pour Funny Lady
  - Robert Surtees pour L'Odyssée du Hindenburg
  - Haskell Wexler et Bill Butler pour Vol au-dessus d’un nid de coucou

### Meilleur montage
- Verna Fields pour Les Dents de la mer
  - Dede Allen pour Un après-midi de chien
  - Russell Lloyd pour L'Homme qui voulut être roi
  - Richard Chew, Lynzee Klingman et Sheldon Kahn (en) pour Vol au-dessus d’un nid de coucou
  - Fredric Steinkamp et Don Guidice (en) pour Les Trois Jours du Condor (Three Days of the Condor) de Sydney Pollack

### Meilleur son
- Robert L. Hoyt, Roger Heman Jr., Earl Madery et John Carter pour Les Dents de la mer
  - Arthur Piantadosi, Les Fresholtz, Richard Tyler (en) et Al Overton Jr. (en) pour La Chevauchée sauvage (Bite the Bullet) de Richard Brooks
  - Richard Portman, Don MacDougall, Curly Thirlwell (en) et Jack Solomon pour Funny Lady
  - Leonard Peterson, John A. Bolger Jr. (en), John L. Mack (en) et Don Sharpless (en) pour L’Odyssée du Hindenburg
  - Harry W. Tetrick (en), Aaron Rochin, William L. McCaughey et Roy Charman pour Le Lion et le Vent (The Wind and the Lion) de John Milius

### Meilleure musique de film
Meilleure partition originale
- John Williams pour Les Dents de la mer
  - Gerald Fried pour Birds Do It, Bees Do It de Nicolas Noxon (en) et Irwin Rosten (en)
  - Alex North pour La Chevauchée sauvage
  - Jack Nitzsche pour Vol au-dessus d’un nid de coucou
  - Jerry Goldsmith pour Le Lion et le Vent

Meilleure partition de chansons et adaptation musicale
- Leonard Rosenman pour Barry Lyndon
  - Peter Matz pour Funny Lady
  - Pete Townshend pour Tommy

### Meilleure chanson
- Keith Carradine pour I'm Easy dans Nashville
  - Fred Ebb et John Kander pour How Lucky Can You Get dans Funny Lady
  - Michael Masser (en) (musique) et Gerry Goffin (paroles) pour Theme from Mahogany (Do You know Where You're Going To) dans Mahogany de Berry Gordy
  - Charles Fox (musique) et Norman Gimbel (paroles) pour Richard's Window dans Un jour, une vie (The Other Side of the Mountain) de Larry Peerce
  - George Barrie (en) (musique) et Sammy Cahn (paroles) pour Now That We're In Love dans L'Infirmière de la compagne casse-cou (Whiffs) de Ted Post

### Meilleur film étranger
- Dersou Ouzala (Dersu Uzala - Дерсу Узала) de Akira Kurosawa •  Union soviétique
  - Actes de Marusia (Actas de Marusia) de Miguel Littín •  Mexique
  - Parfum de femme (Profumo di donna) de Dino Risi •  Italie
  - Sandakan N° 8 (サンダカン八番娼館 望郷) de Kei Kumai •  Japon
  - La Terre de la grande promesse (Ziemia obiecana) d'Andrzej Wajda •  Pologne

### Meilleur documentaire
- Le Skieur de l'Everest (The Man Who Skied Down Everest), produit par F. R. Crawley
  - The California Reich, produit par Walter F. Parkes et Keith Critchlow (en)
  - Fighting for Our Lives, produit par Glen Pearcy
  - The Incredible Machine, produit par Irwin Rosten (en)
  - The Other Half of the Sky: A China Memoir, produit par Shirley MacLaine

### Meilleur court métrage (prises de vues réelles)
- Anhel and Big Joe, produit par Bert Salzman (en)
  - Conquest of Light, produit par Louis Marcus
  - Dawn Flight, produit par Larry Lansburgh et Brian Lansburgh
  - A Day in the Life of Bonnie Console, produit par Barry J. Spinello
  - Doubletalk, produit par Alan Beattie

### Meilleur court métrage (documentaire)
- The End of the Game, produit par Claire Wilbur (en) et Robin Lehman
  - Arthur and Lillie, produit par Jon Else, Steven Kovacs et Kristine Samuelson
  - Millions of Years Ahead of Man, produit par Manfred Baier
  - Probes in Space, produit par George Casey
  - Whistling Smith (en), produit par Barrie Howells et Michael J. F. Scott (en)

### Meilleur court métrage (animation)
- Great, produit par Bob Godfrey (en)
  - Kick Me, produit par Robert Swarthe (en)
  - Monsieur Pointu, produit par Bernard Longpré (en) et André Leduc
  - Sisyphus, produit par Marcell Jankovics

## Oscars spéciaux

### Oscars d'honneur
- Mary Pickford, « en reconnaissance de ses contributions uniques à l'industrie cinématographique et le développement du film comme support artistique » (« in recognition of her unique contributions to the film industry and the development of film as an artistic medium. »)

### Oscar pour une contribution spéciale
- Albert Whitlock (en) et Glen Robinson (en) pour les effets spéciaux de L’Odyssée du Hindenburg
- Peter Berkos (en) pour les effets sonores de L’Odyssée du Hindenburg

### Irving G. Thalberg Memorial Award
- Mervyn LeRoy

### Jean Hersholt Humanitarian Award
- Jules C. Stein (en)

## Oscars scientifiques et techniques
Les Oscars scientifiques et techniques furent remis le 24 mars 1976 à 16h à l’American Lobby à Los Angeles.

### Oscars scientifiques et d'ingénierie
- William F. Miner (Universal City Studios, Inc.) et Westinghouse Electric Corp. pour le développement d’un solid-state de 500 kW pour l’éclairage de cinéma
- Chadwell O'Connor (O'Connor Engineering Laboratories) pour le concept et la fabrication d’un caméra portable à mouvement fluide

### Oscars pour une contribution technique
- Fredrik Schlyter, Bell & Howell, Carter Equipment Co., Hollywood Film Co. et Ramtronics pour la mise au point d’un programme pour l’imprimerie des pellicules de cinéma
- Lawrence W. Butler et Roger Banks pour le concept d’un système pour faciliter le transport des machines électriques et des pellicules
- David J. Degenkolb et Fred Scobey (Deluxe General, Inc) et John Dolan et Richard Dubois (Akwaklame Company) pour le développement d’une technique pour le recouvrement en ion argent des pellicules lavable à l'eau[3].
- Joseph Westheimer pour le développement d’un effet d’ombre pour les génériques

## Statistiques

### Récompenses
5 Oscars
- Vol au-dessus d'un nid de coucou

4 Oscars
- Barry Lyndon

3 Oscars
- Les Dents de la mer

1 Oscar
- Un après-midi de chien

- Ennemis comme avant
- Shampoo
- Nashville
- Dersou Ouzala

### Nominations multiples
9 nominations
- Vol au-dessus d'un nid de coucou

7 nominations
- Barry Lyndon

6 nominations
- Un après-midi de chien

5 nominations
- Nashville
- Funny Lady

4 nominations
- Les Dents de la mer
- L'Homme qui voulut être roi
- Ennemis comme avant
- Shampoo

3 nominations
- L’Odyssée du Hindenburg

2 nominations
- Amarcord
- Tommy
- Le Jour du fléau
- Parfum de femme
- La Chevauchée sauvage
- Le Lion et le Vent

## Commentaires
- Vol au-dessus d’un nid de coucou devint le premier film depuis New York-Miami en 1935 à gagner les « 5 Oscars majeurs », à savoir les Oscars du meilleur film, réalisateur, acteur, actrice et scénario.